# 台所用洗剤
台所用洗剤（だいどころようせんざい）は、野菜や果物、食器などを洗うことを目的とした洗剤、食器用洗剤。広義ではレンジや換気扇周りのこびりついた油汚れを落とす住宅用洗剤など水回りで使用する洗剤全般をいう。

## 歴史
第二次世界大戦後の日本では、急速な食の欧米化や人口増加に伴う食糧増産がすすむ一方で、野菜についた寄生虫卵や残留農薬の除去が大きな課題になっていた。こうしたニーズに対応するため、1956年（昭和31年）8月、ライオン油脂が「粉末ライポンF」を発売。野菜を洗浄液で洗えば回虫や黴菌を除去できるとする触れ込みで普及した。競合他社による製品開発、販売も進み、液体石鹸として1965年（昭和40年）には花王から「ファミリー」が発売、1966年（昭和41年）からライオンが「ママレモン」が発売され、21世紀に至る商品群の原型の一つとなった。
一方、食器用洗剤以外の洗剤として、1960年（昭和35年）、日本初の住宅用液体洗剤「マイペット」が発売。1971年（昭和46年）には台所の汚れ落としを目的とした「マジックリン」が発売された。

## 主な製造メーカー
- NSファーファ・ジャパン
- KAO
- カネヨ石鹸
- サラヤ
- シャボン玉石けん
- 第一石鹸
- プロクター・アンド・ギャンブル
- ライオン
- ロケット石鹸